# Ferdinand Stanislaus Pawlikowski

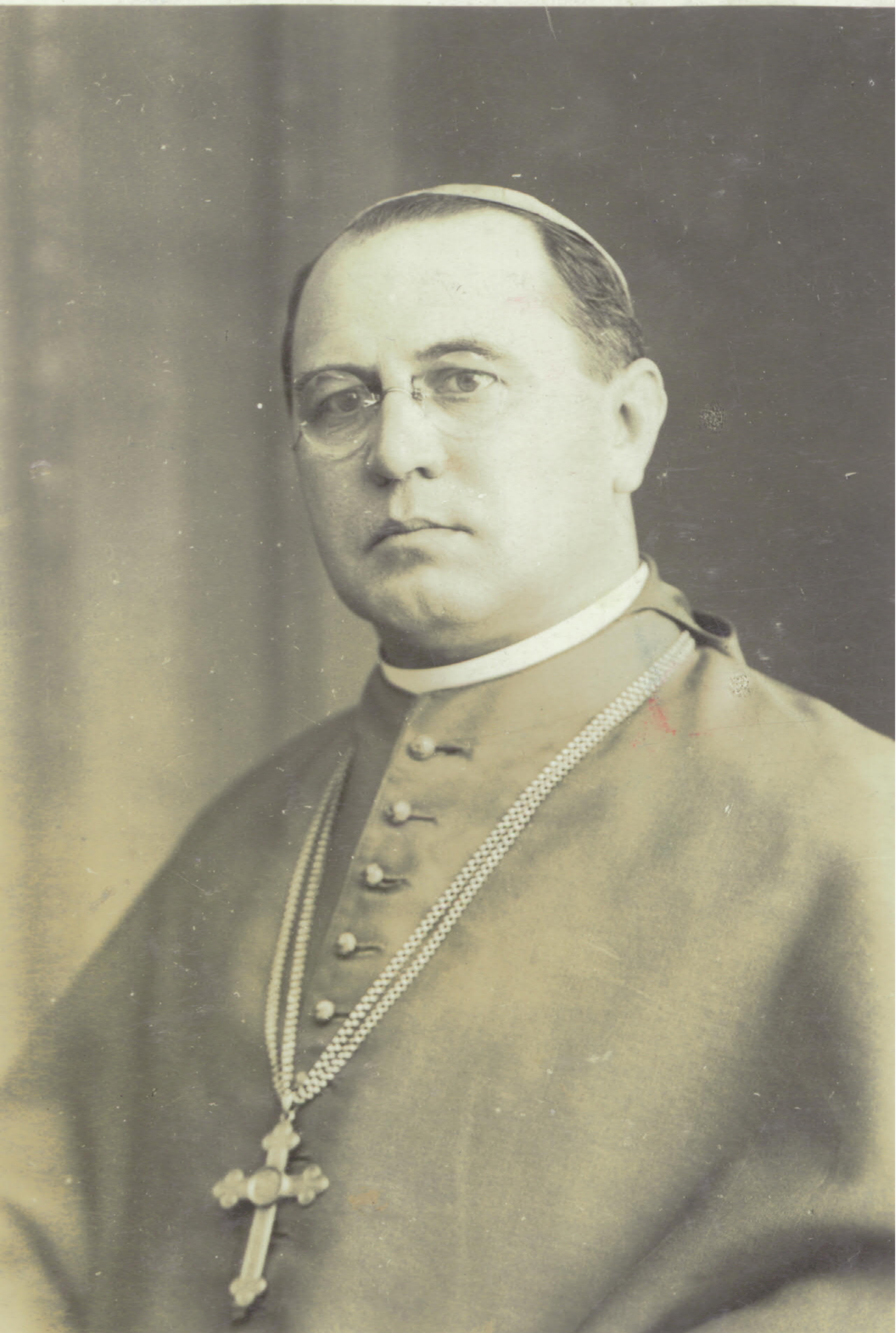
Ferdinand Stanislaus Pawlikowski

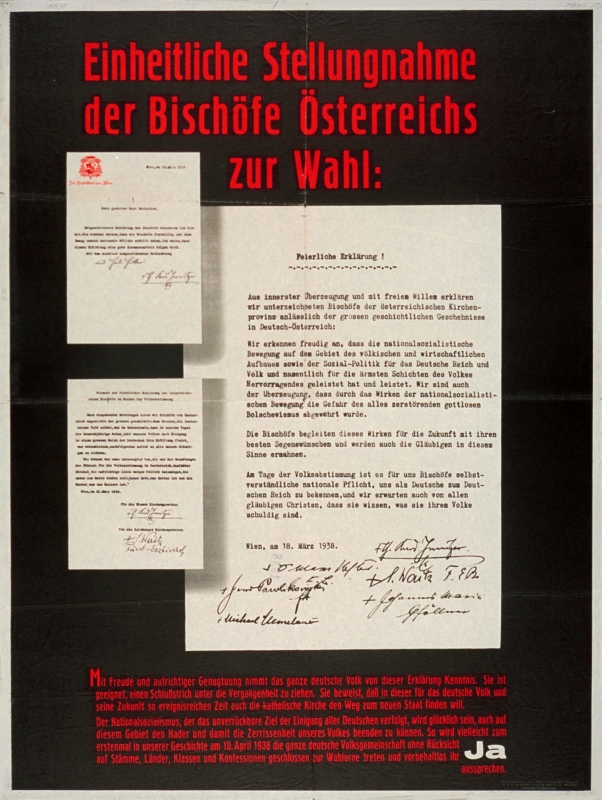
Erklärung zum Anschluss Österreichs 1938

Ferdinand Stanislaus Pawlikowski (* 28. April 1877 in Wien, Österreich-Ungarn; † 31. Juli 1956 in Graz) war der letzte Fürstbischof von Seckau (heute: Diözese Graz-Seckau) und Titularerzbischof von Velebusdus.

## Leben

### Studium und Tätigkeit in der katholischen Militärseelsorge
Ferdinand Stanislaus Pawlikowski wurde ungeachtet einer abgebrochenen Schulbildung in Wien und eines nur externen Besuches theologischer Vorlesungen in Trient auf der Basis eines ihm von Kardinal Katschthaler zugestandenen „Tischtitels“ der Erzdiözese Salzburg in Trient am 5. Juli 1903 zum Priester geweiht. Nach kurzen Seelsorgstationen in der Erzdiözese Salzburg setzte er auf eigene Kosten seine theologischen Studien in Rom fort und wurde im Februar 1907 promoviert.
1908 erreichte er auf Fürsprache von Offizieren bei Kardinal Katschthaler, in den Dienst der k.u.k. Militärseelsorge beim Feldsuperiorat Innsbruck überwechseln zu können. Nach einem Jahr als Feldkurat in Bozen kam er in das Feldvikariat nach Wien, wo er die Matrikenführung leitete. Während des Ersten Weltkrieges unterstützte er den damaligen Feldvikar, Bischof Bjelik, auf seinen Inspektionsreisen. Nach dem Ende der Monarchie musste er 1918/19 die Auflösung des Feldvikariates organisieren und versuchte den Bestand einer Militärseelsorge in Österreich auch nach dem Zerfall der Habsburger-Monarchie zu sichern.
Nach den Bestimmungen des Vertrags von Saint-Germain wurde 1920 das Bundesheer, ein Berufsheer in Stärke von 30.000 Mann (davon 1.500 Offiziere und 2.000 Unteroffiziere) geschaffen. Im August 1920 wurde Pawlikowski zum „Heerespropst“ (seit 1924 „Militärvikar“) ernannt, in der Folge mit dem Ehrentitel eines päpstlichen Hausprälaten ausgezeichnet, und konnte ab 1921 mit zunächst 12 Militärseelsorgern seine Tätigkeit aufnehmen. 1926 gründete er eine marianische Soldatenkongregation, aus der später der „Katholische deutsche Reichs-Soldatenbund“ hervorging (Höchststand 1935: ca. 7000 Mitglieder), welcher am 13. März 1938 aufgelöst wurde. Der Obmann dieser Laienorganisation, Major Franz Heckenast, wurde von den Nazis 1938 verhaftet und kam im Konzentrationslager Buchenwald ums Leben.

### Der Fürstbischof von Seckau
Am 25. Februar 1927 wurde Pawlikowski zum Weihbischof der Diözese Seckau bestellt und Titularbischof von Dadima ernannt, schon zwei Monate später, am 26. April 1927 zum Fürstbischof von Seckau (als einziger nach dem Untergang Österreich-Ungarns ernannter Bischof behielt er bis zu seiner Resignation im Jahr 1953 die herkömmliche Bezeichnung „Fürstbischof“ bei). Daneben behielt er weiterhin das Amt des Militärvikars bis zur Besetzung Österreichs durch Nazi-Deutschland im Jahr 1938.
Der Anfang seiner bischöflichen Tätigkeit in der Steiermark wurde vom Umstand überschattet, dass der damalige Salzburger Erzbischof Ignatius Rieder (dem bei der Ernennung der Bischöfe von Seckau traditionell ein Präsentationsrecht zustand) übergangen worden war. In den politisch turbulenten Jahren der Zwischenkriegszeit hatte Pawlikowski, der sich dem christlichsozialen Staats- und Gesellschaftsgedanken zutiefst verpflichtet fühlte, auch viele Auseinandersetzungen mit dem sozialistischen Lager zu bestehen. Dennoch war bei aller, damals wohl kaum zu umgehender Verstrickung in die Politik sein wichtigstes Anliegen die pastorale Tätigkeit, die er u. a. am IV. Steirischen Katholikentag 1930 in Graz verwirklichen konnte. Auch seine Bemühungen um den Um- und Neubau des Krankenhauses der Elisabethinen in Graz, den Neubau des Priesterseminars und die Seckauer Diözesansynode von 1936 seien hier angeführt.
Dem Nationalsozialismus stand Pawlikowski ablehnend gegenüber und wurde daher am 13. März 1938 – als einziger Bischof im gesamten deutschen Sprachraum – vom nationalsozialistischen Regime kurzfristig in Haft genommen. Auf Intervention des Vatikans bald freigelassen, war er allerdings gegen die Aufhebung vieler Klöster in der Nazi-Zeit und die Verhaftung und Hinrichtung mancher seiner Priester machtlos. Andererseits forderte Pawlikowski, antijudaistischen Traditionen verhaftet, eine „Unterdrückung des verderblichen Einflusses des Weltjudentums in Wirtschaft und Kultur“. Auch schrieb er noch 1944 in einem Hirtenwort vom Krieg als „großen Taten“ in einer „heroischen Zeit“.
Nach dem Ende des Zweiten Weltkriegs kämpfte Pawlikowski gemeinsam mit den anderen Bischöfen Österreichs um die Wiedererlangung der kirchlichen Rechte, wie sie vor 1938 bestanden hatten. Er scheute sich auch nicht, angesichts von Übergriffen der Besatzungstruppen, vor allem der sowjetischen, energisch zu protestieren, und bemühte sich tatkräftig um Hilfe für die zahlreichen Flüchtlinge und Heimatlosen. 1950 bot der V. Steirische Katholikentag Gelegenheit einer Rückbesinnung – auch erging eine Einladung an die evangelische Kirche, durch einen Vertreter daran teilzunehmen. Im Mai 1952 fand in Mariazell ein Studientag unter dem Motto „Eine freie Kirche in einer freien Gesellschaft“ (später „Mariazeller Manifest“ genannt) statt, wodurch das seitdem herrschende Prinzip der Nichteinmischung der katholischen Kirche in (partei-)politische Tagesfragen Österreichs grundgelegt wurde.

### Der Rücktritt als Fürstbischof
Seit 1947 begann Pawlikowski zu kränkeln, daher wurde ihm im August 1948 der Grazer Moraltheologe Leo Pietsch, Titularbischof von Narona, als Weihbischof zur Seite gestellt. 1953 wurde ihm vom Vatikan (durch den damaligen Uditore an der Wiener Nuntiatur, Bruno Bernhard Heim) diskret nahegelegt, um seinen Rücktritt zu bitten. Er tat dies auch, zutiefst verletzt und wohl gegen seine Überzeugung, und wurde in Würdigung seiner Verdienste zum Titularerzbischof von Velebusdus ernannt. Anlässlich der Amtseinführung seines Nachfolgers, Josef Schoiswohl, verließ er 1954 den Grazer Bischofshof und starb zwei Jahre später. Er wurde in Frauenberg bei Leibnitz in der Südsteiermark, in der Nähe der Sommerresidenz der Seckauer Bischöfe in Schloss Seggauberg, im Grab seiner Mutter beigesetzt.

## Mitgliedschaften
- Deutsch-Christliche Akademische Verbindung Wasgonia zu Wien im WSC (der u. a. auch Kaiser Karl I. angehörte)
- 1922 Katholisch-Österreichische Landsmannschaft Maximiliana zu Wien im KÖL
- 1924 Katholisch-vaterländische Studentenverbindung Habsburg-Lothringen zu Wien
- 1928 K.Ö.H.V. Carolina Graz im ÖCV
- 1928 K.Ö.St.V. Traungau Graz im ÖCV
- 1929 AV Winfridia Graz im ÖKV
- 1930 K.Ö.St.V. Babenberg Graz im ÖCV
- 1937 Katholisch-Österreichische Landsmannschaft Ferdinandea zu Graz im KÖL
- 1953 Ritterorden vom Heiligen Grab zu Jerusalem[3]

## Ehrungen
- 1920 Päpstlicher Hausprälat
- 1936 Großkreuz des österreichischen Verdienstordens[4]
- 1937 Ehrenbürger der Stadt Graz (nach Aberkennung im Jahr 1938 durch das NS-Regime am 26. November 1953 feierlich wiederverliehen)
- 1943 Päpstlicher Thronassistent und Römischer Graf
- 1947 Ehrendoktorat der Theologischen Fakultät der Universität Graz